# Ca Silveri
Ca Silveri és una edificació de Vilalba dels Arcs (Terra Alta) inclosa a l'Inventari del Patrimoni Arquitectònic de Catalunya.

## Descripció
Ca Silveri és situada a la confluència dels carrers de la Botera i del Call. És una edificació que data del 1798. Té planta baixa, primera planta amb balconada, golfes i altell, que encara conserva les obertures. Antigament tenia accés pels dos carrers amb arcs de pedra. Està construïda amb maçoneria amb reforç de carreus a les cantonades i les obertures. El ràfec és de lloses de pedra.